# 新竹優子
新竹 優子（しんたけ ゆうこ、1991年4月20日 - ）は、大阪府出身の元体操日本代表選手であり、現在は筑波大学体育系助教。株式会社プラミン所属。
順天堂大学スポーツ健康科学部助教を経て、2021年3月より現職。博士（コーチング学）。
2008年北京オリンピック、2012年ロンドンオリンピック代表。大阪市立新東三国小学校、大阪市立東三国中学校、羽衣学園高等学校、羽衣国際大学スポーツライフコース卒業。筑波大学大学院修了。羽衣体操クラブ出身。

## 経歴
- 3歳のとき、2歳上の兄について体操を始める。
- 2003年 西日本ジュニア体操競技選手権大会 1位
- 2005年 全日本ジュニア体操競技選手権大会 8位
- 2007年 インターハイ個人総合 1位
- 2007年 全日本選手権 6位
- 2008年 NHK杯兼北京五輪代表決定競技会 5位（五輪出場が決定）、北京オリンピック団体総合 5位
- 2009年 NHK杯兼世界選手権代表決定競技会 3位（世界選手権出場が決定）
- 2010年 世界体操女子体操競技 団体総合 5位
- 2011年 世界体操女子体操競技 団体総合 5位
- 2012年 全日本体操競技大会 個人総合 4位、ロンドンオリンピック 団体総合 8位